# Szív és ész (Lost)
2005. január 12-én került először adásba az amerikai ABC csatornán a sorozat 13. részeként. Javier Grillo-Marxuach és Carlton Cuse írta, és Rod Holcomb rendezte. Az epizód középpontjában Boone Carlyle áll.

## Ismertető
|  | Alább a cselekmény részletei következnek! |

### Visszaemlékezések
Boone éppen teniszezik, amikor Shannon telefonon keresi őt – sírva kér tőle segítséget, miközben ordibálás hallatszódik a háttérből. Boone megtudja tőle, hogy Sydney-ben van.
Miután elutazik Ausztráliába, Boone elmegy Shannon barátjának, Bryan-nek a házához. Bekopog az ajtón, majd miután Bryan beengedi, rátalál Shannonra, aki teljesen meg van lepődve, hogy Boone ideutazott. Elküldi bátyját, ám még mielőtt ezt tenné, megigazítja a haját, és Boone egy hatalmas zúzódást vesz észre a homlokán.
Boone elmegy a rendőrségre, hogy panaszt tegyen Bryan-re. Miközben a nyomozóval beszélget, Sawyert rendőrök vezetik el a háttérben. A nyomozó rájön, hogy Shannon és Boone nem vérrokonok, csupán féltestvérek, mivel még kiskorukban Boone anyja összeházasodott Shannon apjával. A nyomozó nem tud segíteni Boone-nak, ezért Boone más megoldáshoz folyamodik. Felkeresi Bryant, és pénz ajánl neki, ha elhagyja Shannont. Bryan $50,000 amerikai dollárért cserébe elfogadja az ajánlatot.
Boone ismét elmegy Bryan házába, hogy magával vigye Shannont. Shannon azonban nem akar vele menni. Csakhamar fény derül rá, hogy Shannon Bryan segítségével átverte őt, hogy megszerezze a pénzét. Boone összeverekedik Bryannal, de Bryan felülkerekedik rajta. Véresen és gyengélkedve hagyja el a házat.
Később, Shannon elmegy Boone hotelszobájába, mert Bryan lelépett a pénzzel, és most nincs hová mennie. Közelebb lép Boone-hoz, és elmondja, tudja, hogy szerelmes belé, mert máskülönben nem fizetett volna $50,000-t őérte. Boone azt mondja rá, hogy őrült és hogy be van rúgva, de nem ellenkezik, amikor Shannon csókolgatni kezdi őt. Aznap éjjel, szeretkeznek egymással. Másnap reggel azonban, Shannon azt mondja, továbbra is csak testvéri kapcsolatban fognak élni, s ezzel figyelmen kívül hagyja Boone érzéseit.

### Valós idejű történések (24. nap)
Boone folyton azt figyeli, ahogy Shannon Sayid-dal cseverészik. Hurley szakítja félbe bámészkodását, amikor odamegy hozzá, és érdeklődik, hogy miért nem fognak mostanában Locke-kal vaddisznót. Boone azt mondja, nem könnyű a vadászat, de Hurley emlékezteti rá, hogy mindenkinek szüksége van a fehérjére, ezért ez nem játék.
Boone odamegy Sayid-hoz, és arra utasítja,, tartsa távol magát Shannontól. Sayid nem érti, mért érdekli őt ennyire, kivel barátkozik a testvére. Még mielőtt összeveszhetnének, Locke megkéri Boone-t, hogy tartson vele a dzsungelbe. Útközben, azt tanácsolja neki, ne legyen rosszban Sayid-dal, mert sok mindenhez ért, és a későbbiekben segítségükre lehet. Most azonban, van egy feladat, ami mindennél fontosabb Locke és Boone számára. Megpróbálják kinyitni annak a földalatti bunkernek a bejáratát, amit Claire keresésekor fedeztek fel.
Hurley elpanaszolja Jack-nek, hogy mostanában egyre gyakrabban fáj a hasa. Jack azt javasolja, több fehérjedús ételt fogyasszon, ám mivel Locke és Boone már régóta nem fognak vaddisznót, a hal az egyetlen szóba jöhető táplálék. Hurley viszont nem tud halat fogni, Jin-től pedig vonakodik segítséget kérni, mert úgy hiszi, dühös rá, mert a lezuhanásuk napján elutasította őt, amikor tengeri sünnel kínálta. Később, Jack Kate-tel is beszél a táplálékhiányról, és Kate felveti: mi van ha Locke nem akar többé vaddisznót fogni?
A tengernél, Hurley megkéri Jint, hogy mutassa meg, hol szokott halat fogni. Jin nem érti, mit mond Hurley. Elindul halászni, Hurley pedig követi őt.
A "fülke" ajtajánál, Boone arra kéri Locke-ot, hadd beszéljen legalább Shannonnak a felfedezésükről, ha másnak nem is. Locke látszólag nem ellenkezik, ám amikor Boone megfordul, hátulról leüti őt.
Miután magához tér, Boone rájön, hogy hozzá van kötözve egy fához. Locke odalép hozzá, és ráken egy keveset a fejére (oda ahol megsérült az imént) a saját készítésű masszájából, majd odadob Boone elé egy kést. Azt mondja neki, ha meglesz a kellő motiváció, képes lesz kiszabadítani magát és visszajutni a táborba.
Kate segít Sun-nak a kertje rendezgetésében. Kate beszél neki a sziget előtti életéről, és amikor valami vicceset mond, észreveszi, hogy Sun elmosolyodik; rájön, hogy beszél angolul. Sun megkéri őt, ne beszéljen erről senkinek, még a férjének se.
Hurley megpróbálja utánozni Jint a halászatban, de sehogy sem sikerül neki. Az már csak fokozza szerencsétlenségét, hogy véletlenül belelép egy tengeri sünbe. Jin kisegíti őt a partra.
A dzsungelben, Boone ádázul küzd azért, hogy kiszabadulhasson, de nem éri el a kést. Hirtelen Shannon hangját hallja a közelből. Megkérdezi tőle, merre van, mire Shannon azt mondja, ő is egy fához van kötözve. Egy nagyobb probléma is akad: hallják, ahogy „a Szörny” feléjük közeledik. Boone minden erejét összeszedve megragadja a kést, és miután kiszabadítja magát, Shannont is megmenti, és futásnak erednek. A fák között bujkálva várják, hogy „a Szörny” elmenjen.
A dzsungel egy másik részében, Sayid megkérdezi Jack-et, szerinte merre van észak. Jack megmutatja, mire Sayid elmondja valóban ott van – vagy legalábbis ott kéne lennie. A Locke-tól kapott iránytű viszont egészen más irányba mutat, ami azt bizonyítja, hogy a masina hibás. Hacsak, nincs a szigeten egy hatalmas erősségű elektromágneses mező.
Boone úgy véli, „a Szörny” már odébbállt, ezért miután mindketten lehiggadnak, beszél Shannon-nak a fülkéről. Eközben a parton, Jack egyre inkább úgy véli, hogy Locke titkol előlük valamit. Megkérdezi Charlie-t, ő megbízik-e benne, mire Charlie azt feleli, ő az az ember, akire leginkább rá merné bízni az életét.
Kate tovább beszél Sun-nal a "titkos nyelvismeretről". Nem érti, miért nem beszél róla Jin-nek. Sun egy kérdéssel magyarázza ezt meg: „te még sosem hazudtál annak, akit szeretsz?”
A barlangoknál, Hurley beszámol eredménytelen napjáról Michaelnek. Jin odamegy hozzá, és átnyújt neki egy halat. Hurley – bár tudja, hogy Jin egy szavát sem érti – nem győzi megköszönni ezt neki.
A dzsungelben, visszatér „a Szörny”, s ez újbóli menekülésre készteti Boone-t és Shannont. Shannon nem tud elég gyorsan futni, és „a Szörny” elragadja őt. Boone mindenütt keresi eltűnt húgát, míg végül egy patak partján talál rá, véresen, szétmarcangolva. A kezei között hal meg.
Miután visszatalál a táborba, Boone késsel a kezében támad rá Locke-ra, amiért halálba sodorta Shannont. Boone azt mondja, látta meghalni a húgát; teljesen ledöbben, amikor meglátja őt Sayid-dal beszélgetni. Locke elmondja, hogy ami a dzsungelben történt, nem volt valós, csak hallucináció. Az a masszaszerű anyag okozta, amit rákent a fejére. Megkérdezi Boone*t, milyen érzés volt látni, ahogy Shannon meghal, mire Boone azt feleli, „megkönnyebbültem”. Locke az elkábításával azt akarta megtanítani Boone-nak, hogy el kell tudnia engednie Shannont. A beszélgetést követően, Locke arra kéri Boone-t, tartson vele a fülkéhez. Boone egy kis ideig habozik, majd feláll, és Locke után ered.
|  | Itt a vége a cselekmény részletezésének! |